# Пятница, 13-е — Часть 3 в 3D
«Пятница, 13-е — Часть 3 в 3D» (англ. Friday, The 13th. Part 3) — американский слэшер 1982 года, третий из серии фильмов о Джейсоне Вурхизе, снятый режиссёром Стивом Майнером. Это первый фильм в киносерии, в котором появляется хоккейная маска — главная отличительная черта Джейсона Вурхиза, — и единственный, в котором персонажи ничего не знают о Джейсоне и даже не называют его по имени. В кинотеатрах картина выходила в формате 3D, став первым фильмом данного формата студии «Paramount Pictures» с 1954 года. Как и четвёртая часть, предполагалось, что этот фильм станет последним в серии. В отличие от последовавших сиквелов, у картины нет подзаголовка.

## Сюжет
На следующий день после событий предыдущей части сбежавший с места кровавой бойни Джейсон оказывается в магазине, где крадёт для себя новую одежду, убивает его владельцев — супружескую пару Гарольда и Эдну, а затем прячется в частном домике.
Тем временем, девушка по имени Крис, на которую в местных лесах напал таинственный незнакомец два года назад, возвращается вместе с друзьями — Дэбби, Энди, Шелли, Верой, Чаком и Чили — в домик родителей неподалёку от Хрустального озера, где их встречает молодой человек Рик. Ребята не знают, что Джейсон прячется в амбаре Крис.
Тем временем, у Шелли и Веры происходит неприятная встреча с местными байкерами в магазине в городе. В любом случае, членов банды вскоре убивает Джейсон, затем начав охоту за Крис и её друзьями. Однако Крис и Рик уезжают по делам в город. С этого момента и начинаются кровавые события. Первым погибает шутник Шелли — Джейсон перерезает ему горло и отбирает у него знаменитую хоккейную маску, которая будет появляться в следующих частях фильма. Второй погибает Вера — Джейсон убивает её, выстрелив в девушку из водяного гарпуна. Следующей жертвой становится Энди — маньяк убивает его мачете. Затем погибает Дебби — убийца прокалывает девушку ножом насквозь. Следующим погибает Чак — его Джейсон кидает в электрическую коробку. Последней жертвой маньяка становится Чили. Девушка сталкивается с маньяком, и Джейсон прокалывает её раскалённой кочергой насквозь.
Вскоре Крис и Рик возвращаются обратно в лагерь. Никого не найдя, они решают выяснить, что случилось. В итоге Джейсон убивает Рика. Джейсон решает убить и Крис, но она чудом сбегает из дома и пытается уехать из лагеря. К несчастью, у машины заканчивается бензин и Крис застревает на мосту.
Джейсон настигает Крис, но она сбегает из машины и забегает в конюшню. Там ей удаётся оглушить маньяка лопатой и повесить на петлю прицепа. Джейсон снимает с себя маску, и Крис узнаёт в нём того самого незнакомца, который напал на неё 2 года назад. Джейсон пытается убить Крис мачете, но его останавливает бандит Али. Пока Джейсон рубит его на куски, Крис берёт топор и вонзает его в лоб Джейсону, якобы убивая его.
Уставшая девушка подходит к озеру, садится в каноэ и засыпает. На следующее утро она просыпается и видит в окне дома Джейсона. Пытаясь сбежать, девушка оказывается в руках Памелы Вурхиз, которая выпрыгивает из воды и утаскивает Крис за собой под воду…
Утром приезжает полиция и забирает Крис, которая не в себе после пережитого. А неподвижный Джейсон всё ещё лежит там, где его оставила Крис…

## Актеры и роли
- Дана Киммел — Крис Хиггинc
- Ричард Брукер — Джейсон Вурхиз
- Пол Кратка — Рик Бомбэй
- Трейси Саваж — Дэбби Клейн
- Джеффри Роджерс — Энди Белтрами
- Лари Зэрнэр — Шелли Финкельштейн
- Кэтрин Паркс — Вера Санчез
- Рэйчел Говард — Чили Джексон
- Дэвид Кэйтимс — Чак Гарт
- Ник Саваж — Али
- Глория Чарльз — Фокс
- Кевин О’Брайан — Локо
- Чери Моганс — Эдна Хокетт
- Стив Сасскинд — Гарольд Хокетт
- Эми Стил — Джинни Филд (архивные кадры)
- Джон Фьюри — Пол Холт (архивные кадры)
- Мэрилин Поучер — Памела Вурхиз

## Производство

### Сценарий
На ранних стадиях разработки был запланирован совершенно другой сюжет — Джинни Филд находится в психушке, куда затем проникает Джейсон и начинает убивать персонал и пациентов лечебницы по мере приближения к ней. Весь замысел был отвергнут, когда актриса Эми Стил отказалась вернуться в роли Джинни, потому что была занята участием в других проектах. Спустя годы, однако, актриса заявила, что ей следовало всё же согласиться.

### Кастинг
Режиссёр фильма Стив Майнер появился в фильме в роли ведущего новостей. Лари Зэрнэр получил роль Шелли, когда продюсеры увидели его раздававшим флаеры для какого-то фильма ужасов, спросив, не хотел ли он сам сняться в кино.
Ричард Брукер получил роль Джейсона только потому, что Стиву Майнеру нужен был мужчина больших размеров. При росте 190 см, не слишком плотный Брукер носил под одеждой поролоновую набивку, чтобы казаться толще. Актёр также сам исполнил все свои трюки.

### Съёмки
Съёмки картины проходили с 29 марта по июнь 1982 года в Калифорнии и Нью-Джерси.
Хотя 3D-формат в Голливуде в своё время вызвал фурор, «Paramount» перестала его использовать после выхода в 1954 году фильма «Хиваро» — фильмы в 3D-формате можно показывать только на соответствующем оборудовании, но в те годы очень ограниченное количество кинотеатров обладали таковым, из-за чего 3D-фильмы не приносили больших кассовых сборов. В 1981 году был выпущен 3D-фильм-вестерн «Ну, держись» совместного производства Италии, Испании и США, который собрал неплохую кассу. После этого руководство «Paramount» решило, что 3D-формат удачно подойдёт для тематики «Пятница, 13-е». 
Сами съёмки в 3D-формате сопровождались различными сложностями, из-за чего, в отличие от предыдущих двух частей, съёмки этой проходили в Калифорнии, поскольку съёмочной группе постоянно требовалась консультация специалистов, знакомых с этим форматом. 3D-формат также требовал гораздо большего количества осветительных приборов на площадке и даже цвет одежды актёров играл важную роль. Это первая часть в киносерии, которую сняли в широкоэкранном формате 2.39:1, потому что тогдашнее 3D-оборудование требовало только такой формат. Настройка самого оборудования занимала очень много времени, из-за чего большая часть рабочей смены актёров уходила на простой в ожидании, когда его настроят.
Дом, амбар и озеро были построены специально для съёмок фильма. Искусственное озеро не было должным образом загерметизировано, и вода впиталась в почву в первую же неделю съёмок, из-за чего котлован приходилось неоднократно заново наполнять. В 2006 году дом был уничтожен пожаром по неосторожности одного из поклонников, амбар остался цел.

### Маска и грим
На стадии написания сценария авторы поняли, что необходимо поменять мешок, который Джейсон носил во втором фильме на маску. Выбор пал на обычную хоккейную маску, которая стала яркой чертой и обеспечила мгновенную узнаваемость персонажа. Стив Майнер хотел провести тестирование грима и освещения, однако команда не собиралась проводить дополнительные работы с гримом — в итоге, авторы просто решили надеть на Брукера маску. К счастью, у Мартина Джея Садоффа — супервайзера 3-D эффектов фильма — было с собой хоккейное снаряжение — он был фанатом команды «Detroit Red Wings» и предложил маску этой команды для тестирования. Майнеру понравилась маска, но ему показалось, что она была слишком маленькой. При помощи средства «VacuForm», Даг Уайт расширил маску и придал ей новую форму. После этого Терри Баллард нанёс на неё красные треугольники, придав маске уникальность. В маске были пробиты дыры, немного изменив её первоначальный вид. Кроме того, были созданы две маски в виде лица Джейсона, которые актёр Ричард Брукер носил под хоккейной маской. Одна маска состояла из 11 кусочков, на наложение которых уходило около 6 часов. Искусственное лицо было использовано в сценах, в которых с Джейсона срывают хоккейную маску. Когда на лице актёра была хоккейная маска, он носил под ней другую — целостную, которая легко надевалась и снималась, обнажая его истинное лицо, но всё ещё закрывало остальную часть головы.

### Музыка
Музыку к фильму написал неизменный композитор франшизы, Гарри Манфредини.

## Удалённые сцены
Чтобы избежать рейтинга «Лицам до 17 лет просмотр запрещён» (рейтинг X), создатели перемонтировали сцены со смертями следующих героев:
- Энди: в этой сцене герою отрезают ногу, а также вспарывают живот, показывающий внутренности;
- Веры: кровопролитие и её последующая реакция на это (по словам цензоров, это выглядело слишком натуралистично);
- Эдны: была вырезана из-за огромного потока крови;
- Чили: сцена, в которой кровь проливается на пол, после того, как раскалённая кочерга проходит сквозь тело;
- Дэбби: кровь разбрызгивается по груди и лицу героини.

Все эти сцены вошли в VHS издание от «Премьер Мультимедиа».
При показе в США на канале «Spike TV» была вырезана сцена, в которой упоминается беременность Дэбби, а также сцена с курением марихуаны.
Кроме того, по очевидным причинам, в 3-D версии фильма появляется кадр, которого нет в 2-D изданиях для домашнего кинотеатра — после логотипа студии «Paramount Pictures» появляется надпись «Леди и джентльмены. Следующие несколько минут фильма не сняты в формате 3-D. Однако вам понадобятся специальные 3-D очки для дальнейшего просмотра картины».

### Альтернативные финалы
Для фильма было снято ещё две версии окончания:
- В первой версии Крис убивает Джейсона, а Али едва выживает (хотя в окончательной версии фильма, герой погибает) — герои сбегают, а Джейсон вновь скрывается — когда полиция прибывает, тела маньяка нет на месте.
- Во второй версии Крис убивает Джейсона, затем садится в каноэ и засыпает. Во сне Джейсон отрубает ей голову. Эта версия использована в романе-адаптации сценария, написанном Майклом Аваллоном (англ. Michael Avallone) в 1982 году. Также, кадры из этой сцены есть в книге Питера Брэка (англ. Peter Bracke) «Воспоминания о Хрустальном озере» (англ. Crystal Lake Memories), опубликованной в 2005 году.

## Факты
- В третьей «Пятнице» Джейсон окончательно определился в выборе одежды: хоккейная маска, оливкового цвета рубашка и штаны хаки практически не менялись на протяжении следующих семи частей.
- После третьей серии Джейсон Вурхиз появился на книжных прилавках — на этом сценарии были основаны книги сначала Майкла Аваллона (англ. Michael Avallone), а позже и Саймона Хоука (англ. Simon Hawk), который новеллизировал первые четыре части сериала.
- Дэбби читает журнал о фильмах ужасов под названием «Fangoria», а точнее статью о Томе Савини — специалист по гриму и прочим спецэффектам, связанным со смертями и прочими мерзостями сериала.
- Не считая вступления со сценами из второй части, это единственная серия, в которой герои ни разу не произносят имя Джейсона.
- Чтобы избежать утечки информации о сюжете фильма, создатели использовали фальшивое название — «Crystal Japan» в честь песни Дэвида Боуи. Именно с тех пор создатели ввели такую практику — в этих целях использовались песни Боуи для фальшивых названий разных частей киносериала.

### Слоганы картины
- «Новое измерение ужаса!…» (англ. A new dimension in terror…)
- «Кровавое наследие лагеря Хрустальное озеро…» (англ. Camp Crystal Lake’s bloody legacy!)
- «Новое измерение ужаса!… Прятаться негде! Мы разрешаем Вам попытаться…» (англ. A new dimension in terror… there’s nowhere to hide. We dare you to try.)

## Релиз
Премьера фильма состоялась в пятницу, 13 августа 1982 года. Поскольку, как уже было сказано выше, 3D-формат в эпоху своего дебюта не сильно прижился в кинотеатрах США из-за ограниченного количества кинотеатров, чьё оборудование могло показывать фильмы в таком формате, компания «Paramount» потратила от 8 до 10 миллионов долларов на то, чтобы во всех 1 079 кинотеатрах, где прошла премьера, было установлено 3D-оборудование, а также чтобы был проведён соответствующий инструктаж для киномехаников.
Королевский Кинотеатр Независимого Кино в Торонто, в Канаде, который закрылся в 2006 году, владел одной из копий фильма в оригинальном формате 3-D, устраивая показ картины каждый Хэллоуин.

### Кассовые сборы
В премьерные выходные картина собрала $9 406 522 при бюджете в $2 млн. Общие сборы в США — $36 690 067, обогнав по сборам второй фильм. Как итог, эта часть заняла 21-е место в списке самых кассовых фильмов 1982 года, 10-е место в списке фильмов того же года с рейтингом R и второе место среди фильмов ужасов 1982 года. В самой франшизе на 2014 год фильм занимал 4-е место среди самых кассовых частей и 3-е место по продаваемости билетов (на первых двух были первая часть и «Фредди против Джейсона»).
Среди всех 3D-фильмов, выпускавшихся в начале 80-х годов, эта лента оказалась наиболее успешной в плане кассовых сборов.
В то же время фильм был разгромлен в пух и прах кинокритиками, многие из которых, однако, сошлись во мнение, что фильм заслуживает внимание хотя бы из-за очень эффектного применения 3D-формата. Лари Зэрнэр, который сыграл Шелли, спустя годы заявил, что авторы фильма были больше увлечены придумыванием эффектных для 3D-формата кадров, чем проработкой сценария и актёрской игрой.

### Признание
Благодаря этому фильму Джейсон попал в список номинантов «AFI’s 100 Years… 100 Heroes and Villains» лучших кино-злодеев.

### Выход на видео
Первые издания фильма на VHS, лазерных дисках и DVD были в обычном формате.
Впервые в 3D фильм вышел в 1992 году на VHS и 3 февраля 2009 года на DVD и Blu-Ray в серии «Deluxe»: релиз включал в себя 2 версии фильма — в форматах 2-D и 3-D, а также пару очков для просмотра, оформленных под маску Джейсона. В СССР, фильм выходил на пиратских VHS в переводе Леонида Володарского, Юрия Живова и Сергея Визгунова. А также на кассетах от «Премьер Мультимедиа» в многоголосом переводе, и «Лазер Видео», в переводе Андрея Гаврилова.